# 县 (俄罗斯)
县（羅馬化：uyezd；發音：[ʊˈjest]）是俄罗斯历史上的一种行政区划，从13世纪一直延续至1920年年代苏联行政区划改革，历经莫斯科大公国、俄罗斯帝国和俄罗斯苏维埃社会主义共和国早期。

## 備注

俄罗斯帝国1897年的县份划分

1. ↑  1918正寫法前：Уѣздъ